# Maria Caterina Brignole Sale

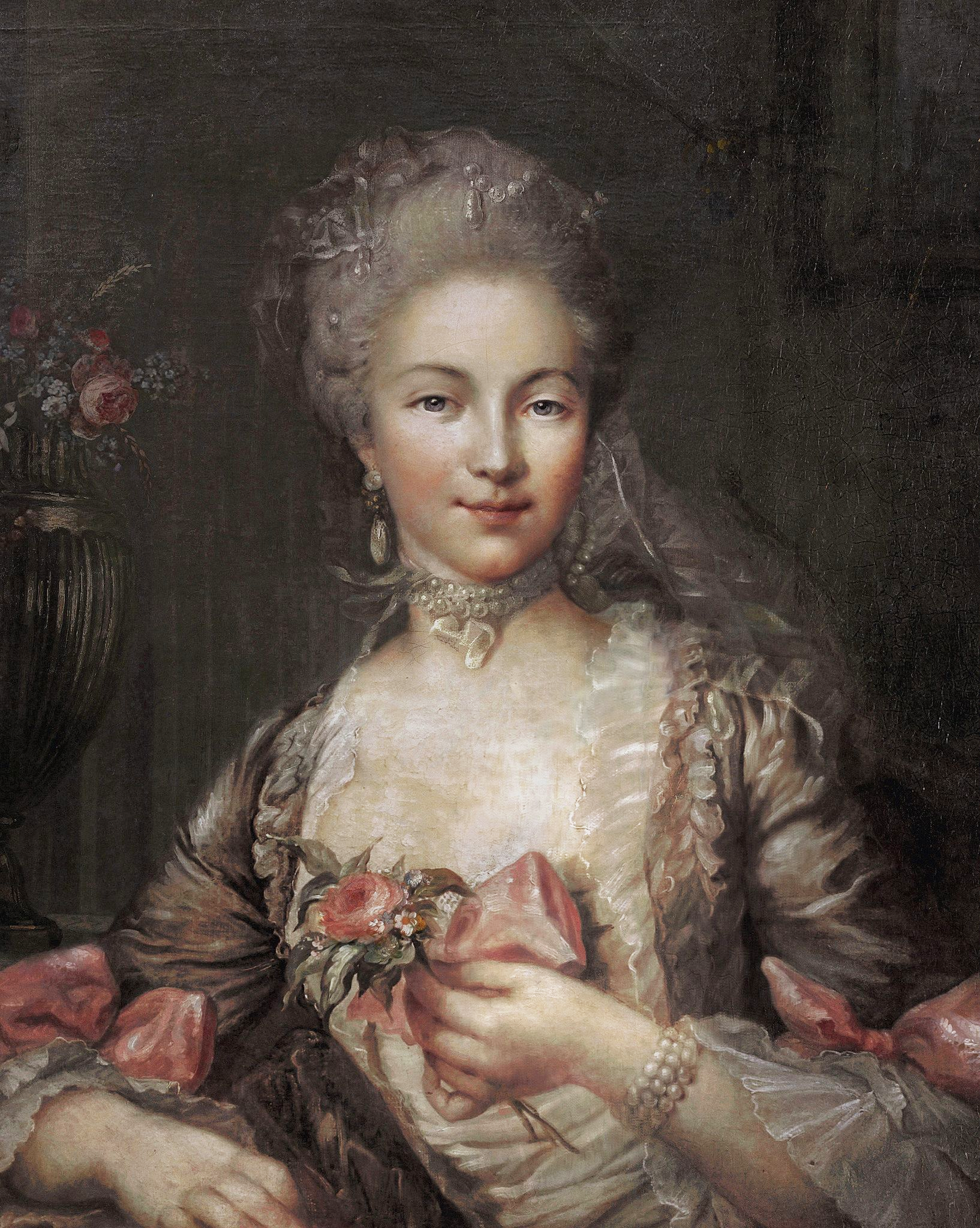
Maria Caterina Brignole de Sale

Coat of arms of Maria Caterina as Princess of Monaco

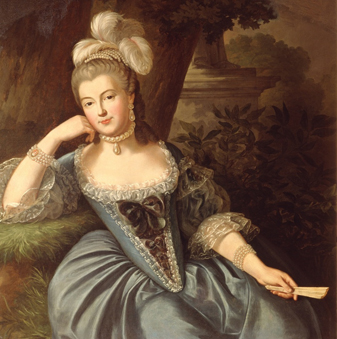
Maria Caterina Brignole de Sale, principessa di Monaco

Maria Catarina Brignole-Sale (Italienska: Maria Caterina Brignole, Franska: Marie-Catherine de Brignole), född 7 oktober 1737, död 18 mars 1813, furstinna av Monaco, gift med furst Honoré III av Monaco.

## Biografi

### Tidigt liv
Maria Caterina var dotter till Giuseppe Maria Brignole Sale, markis di Groppoli, vars familj ofta innehaft dogeposten i Genua, och Maria Anna Balbi. Fadern var Genuas ambassadör i Paris, och familjen umgicks vid det franska hovet i Versailles och deltog i societetslivet i Paris. Både hon och hennes mor var kända för sin skönhet. 
År 1755 mottog Maria Caterina ett frieri från Honoré III av Monaco. Han hade i flera år varit hennes mors älskare, ville nu gifta sig för att få en tronarvinge, och Maria Caterina var vacker och hade en stor hemgift. Honoré III hade i flera år vägrat få ett äktenskap arrangerat åt sig av det franska hovet, vilket kunde öka Frankrikes inflytande i Monaco, hade redan tackat nej till flera sådana förslag från hovets sida, och ville nu arrangera sitt eget äktenskap. Maria Caterina själv hade förut varit förälskad i Louis Joseph av Bourbon (1736-1818), prins av Condé, men ändrade sig sedan till Honorés favör, och beskrivs som förälskad i honom och besluten att gifta sig med honom.
Äktenskapet var föremål för två år långa förhandlingar mellan Maria Caterinas familj, Honoré och kung Ludvig XV. Det mötte motstånd från det franska hovet, och från en del franska adelsfamiljer som tidigare hade velat sluta allians med honom genom äktenskap och nu påverkade kungen mot att ge sitt tillstånd, trots att äktenskapet hade Madame de Pompadours stöd, särskilt som Honoré parallellt hade friat till en medlem av familjen de La Valliére. Motstånd kom också från Maria Caterinas föräldrar. Honoré ska ha hotat Ludvig XV med att vägra Monacos militära bistånd till Frankrike i kriget.  I slutet av 1756 lyckades Honoré övertala Maria Caterinas mor, som i sin tur övertalade sin make att ge sitt tillstånd till äktenskapet.  

### Furstinna av Monaco
Den 15 juni 1757 ägde vigseln rum per procura i Genua utan brudgummen närvarande. Maria Caterina anlände med sin familj i en praktfull gallär från Genua, och välkomnades vid bryggan i Monaco av Honoré III klädd i högtidsdräkt omgiven av Monacos hela gardesregiment. Skeppet blev dock liggande i flera dagar utanför Monaco av etikettsmässiga skäl, eftersom en strid om rang uppkom när Maria Caterinas familj vägrade låta henne lämna båten för att möta Honoré III, utan krävde att han i respekt för hennes rang istället skulle komma ombord själv för att hämta henne, något Honoré i sin tur vägrade göra med hänvisning till att hans rang var större än hennes. Dilemmat löstes genom att paret möttes halvvägs på ett gångplank mellan kusten och båten.
Maria Caterina beskrivs som vacker och charmerande och gjorde sig omtyckt i Monaco, och hon ska ha varit uppriktigt förälskad i Honoré.  Den första tiden av äktenskapet beskrivs som en idyll, och parets första son föddes i maj 1758. Honoré var dock uttråkad i Monaco, där hans morbror och regent Antoine Grimaldi skötte statens Monaco och inget egentligt hovliv eller societetsliv existerade, och sommaren 1760 reste han till Paris och lämnade Maria Caterina kvar i Monaco.
Så småningom skickade han efter henne, och hon gjorde honom sällskap i Paris. 
Maria Caterina uppmärksammades för sin skönhet vid hovet och sällskapslivet i Paris, men hon beskrivs som en introvert och tillbakadragen person med enkla vanor som inte sminkade sig, klädde sig enklare än de flesta kvinnor och sällan deltog vid dansen då hon närvarade vid baler.  Hennes make övergav henne snart i praktiken, och levde större delen av tiden med sin älskarinna i Normandie. År 1765 uppmärksammades det att Maria Caterina blev uppvaktad av Louis Joseph av Bourbon (1736-1818), prins av Condé, vilket resulterade i ett besök från Honoré, och ett uppträde som ledde till en brytning, innan han återvände till sin älskarinna i Normandie. Maken tog heller inte med henne under sitt statsbesök i London 1768.  
När Honoré återvände till Paris 1769, visade han offentligt upp sig med sina älskarinnor, varpå Maria Catarina i protest sökte asyl i ett kloster i Le Mans under beskydd av sin morbror, som var biskop där. Medling av hennes mor ledde till en formell försoning, och Maria Catarina återvände till residenset, Palais Matignon. När hennes far strax därpå avled, och lämnade efter sin en förmögenhet till sin dotter med förbehållet att hennes make inte skulle ha någon rätt till den, hotade Honoré att sända tillbaka henne till Monaco, och hon återvände då snabbt till sin asyl i klostret för att vara utom hans räckhåll.

### Senare liv
Den 9 januari 1770 lyckades Maria Catarina, tack vare sin inflytelserike älskare prins de Condé, få en laglig separation från maken och kontroll över sin egen ekonomi.  Honoré III protesterade förgäves inför Parisparlamentet att det saknade jurisdiktion inför en utländsk monark, och råddes av sina rådgivare att utfärda en statsakt i Monaco som tvingade henne kvar i äktenskapet, men avböjde att följa rådet.  
Efter separationen bosatte sig Maria Catarina hos sin älskare prins de Condé på Chateau de Chantilly i Paris, och levde sedan öppet med honom.  Deras relation beskrivs som lycklig, och Honoré ska så småningom ha accepterat förhållandet, och hon köpte Chateau de Betz inte långt från prins de Condés hem, där Honoré tillät deras två söner att besöka henne.
Hennes före detta make begärde att hon i egenskap av frånskild kvinna inte längre skulle bli emottagen vid det franska hovet, men Ludvig XV vägrade att utestänga henne. Efter Ludvig XVI.s trontillträde 1774 vägrade dock drottning Marie Antoinette att längre acceptera att hon togs emot vid hovet, 
med hänvisning till att hon vägrade träffa kvinnor som levde frånskilda från sina män.  
Efter franska revolutionens utbrott emigrerade hon tillsammans med Condé, som blev ledare för den rojalistiska franska exilarmén, och använde sin förmögenhet för att finansiera den franska monarkins sak i exil.  Investeringen i exilarmén ruinerade henne. Under 1791 beskrivs hon, tillsammans med de franska prinsarnas mätresser Anne de Balbi och Louise de Polastron, som en av den franska emigrationens tre drottningar vid det franska exilhovet i Koblenz. Exilhovet i Koblenz upplöstes 1792, och hon flyttade med Condé till England. Hon blev änka när Honoré III, som hon formellt sett fortfarande var gift med, avled år 1795. 
Hon gifte sig 24 oktober 1798 med sin älskare Louis Joseph av Bourbon (1736-1818), prins av Condé. Hon dog i England. Vid hennes död var hennes förmögenhet borta och hennes begravning bekostades av det brittiska kungahuset.